# Club des Feuillants
El Club des Feuillants es el nombre con que se conoce familiarmente en francés a los "Amigos de la Constitución", un grupo político, de tendencia monárquica constitucional opuesto al derrocamiento del rey Luis XVI, tras la Fuga de Varennes el 22 de junio de 1791.
Fue fundado el 16 de julio de 1791, con la publicación de un manifiesto, originado en una escisión de la parte moderada del Club de los Jacobinos y del Club de 1789. Este club, cuyo acceso estaba reservado a los "ciudadanos activos", es decir a cualquier contribuyente que pagara impuestos directos, se fundó originalmente para contrarrestar la progresiva influencia de los jacobinos republicanos. Sus primeras sesiones se desarrollaron en el Palais-Royal, y luego en el antiguo convento de los monjes bernardos (feuillants), en la calle Saint-Honoré, cerca de las Tullerías, lo que originó su nombre. 
De número variable entre 160 y 264, sus miembros agrupaban a los moderados, favorables a una monarquía constitucional y a la Constitución de 1791. Los Feuillants estaban dirigidoss por Barnave. Entre ellos estaban Bailly, Duport, La Fayette, Lameth, Sieyès, Ramond de Carbonnières, el conde de Vaublanc, Lacépède, Journu-Auber, Maret de Bassano y el pastor protestante Paul-Henri Marron.
Su influencia desapareció con la Asamblea Legislativa el 21 de septiembre de 1792. En marzo de ese mismo año los Girondinos excluyeron a los ministros feuillants como represalia por su oposición a la guerra con Austria. Tras la caída de la monarquía el 10 de agosto, son acusados por sus adversarios de realistas y traidores. Se crea una lista con 841 miembros que son arrestados y juzgados por traición. El 29 de noviembre de 1793, su jefe Barnave sube al cadalso.
Como sus adversarios le habían colocado la etiqueta de "club monárquico" a los Feuillants, este nombre sobrevivió varios meses como insulto sinónimo de moderado, realista, y aristócrata.